# Nkokoma (vattendrag i Burundi, Ruyigi)
Nkokoma är ett vattendrag i Burundi.   Det ligger i provinsen Ruyigi, i den centrala delen av landet, 110 km öster om huvudstaden Bujumbura.
Omgivningarna runt Nkokoma är en mosaik av jordbruksmark och naturlig växtlighet. Runt Nkokoma är det ganska tätbefolkat, med 207 invånare per kvadratkilometer.